# Коцебу, Вильгельм Августович
Вильге́льм А́вгустович (Васи́лий Евста́фьевич) Коцебу́ (нем. Wilhelm von Kotzebue; 7 (19) марта 1813, Ревель (ныне Таллин) — 24 октября (5 ноября) 1887, Ревель) — сын Августа фон Коцебу — дипломат, писатель и драматург (псевдоним: Вильгельм Августзон (нем. Wilhelm Augustsohn)).

## Биография
Окончил Царскосельский лицей в 1832 году. В том же году поступил на службу в Министерство иностранных дел. 
В 1839 — дипломатический служащий при генерал-губернаторе в Киеве. 
В 1841—1845 годах — секретарь дипломатической миссии в Карлсруэ. 
В 1846 подаёт в отставку, чтобы посвятить себя управлению имением своей жены в Молдавии. 
Секретарь дипломатической миссии (1858—1862) и поверенный в делах (1865) в Дрездене. Действительный статский советник. 
В 1865—1869 — поверенный в делах в Карлсруэ. 
Был русским посланником в Дрездене и Альтенбурге (1869—1878) и Берне (1878—1879) в чине тайного советника. 
В 1880 году окончательно оставляет государственную службу и живёт попеременно в Дрездене и в своём имении Оренгоф в Эстляндии. 
Убит в Ревеле.
Издал стихотворный перевод собрания румынской народной поэзии Александри: «Rumänische Volkspoesie» (Берлин, 1857). Под псевдонимом Вильгельм Августзон опубликовал драматические произведения: «Ein unbarmherziger Freund», «Zwei Sünderinnen», первое из которых с успехом исполнялось на немецких сценах, роман «Baron Fritz Reckensteg» (в двух томах, 1885), биографию своего отца «August von Kotzebue. Urteil der Zeitgenossen und Gegenwart» (Дрезден, 1881) («Август Коцебу. В приговоре современников и сегодня»), рассказ «Künstliches und natürliches Leben» (Карлсруэ, 1869) и др. Анонимно изданы: «Aus der Moldau», Bilder und Skizzen (Картины и эскизы) (Лейпциг, 1860); «Laskar Vioresku», ein moldauisches Genrebild (молдавская жанровая зарисовка) (ib., 1863). На русском языке опубликовал несколько журнальных статей: «Маленькие истории из большого света» («Русская Речь», 1880, кн. 10; на немец. яз., Дрезден, 1862); «Старый гофмаршал» (ib., кн. 1); «Разговор на железной дороге» (ib., 1881, кн. 3).

## Брак и дети
В 1839 году женился на княжне Аспасии Егоровне Кантакузиной (1822—1890),  дочери князя Георгия Кантакузино и Елены Горчаковой.
- Ида (25.03.1842— ?),
- Сесилия (04.03.1844— ?),
- Аристид
- Мария (1857—1908), фрейлина императрицы Марии Александровны, замужем за Эмилем фон Шиллингом.